# No Security Tour
El No Security Tour fue una gira de conciertos que The Rolling Stones realizaron en 25 ciudades de Norteamérica el año 1999. Sirvió para promocionar el álbum en vivo No Security y el reciente Bridges to Babylon. Recaudó en su momento 88.5 millones de dólares y vendió cerca de 1 millón de tickets.

## Historia
El tour comenzó el 25 de enero de 1999 en Oakland, California, siendo 34 shows a través de Canadá y los Estados Unidos. Fue la primera gira en veinte años que los Stones realizaron solo en arenas y se inspiró en varios shows realizados en el Bridges to Babylon Tour.
El No Security Tour fue una idea original de Mick Jagger y sobre todo de Keith Richards. Se decidió hacer shows solamente en arenas con una multitud de solo 2.000 personas después del enorme Bridges to Babylon Tour, donde la audiencia llegaba a las 100.000 personas. Los Stones insistieron en shows pequeños y más cercanos al público, con menos efectos y excesos, donde todo se concentrara en la música de la banda. Con el tiempo, este show pasó a promocionar el nuevo álbum en vivo No Security - un disco con grabaciones del Bridges to Babylon Tour.
Después de ensayar durante doce días en San Francisco, California, el No Security Tour comenzó el 25 de enero de 1999 en Oakland, California, en la Oakland Arena. La banda hizo 33 shows en Estados Unidos y uno en el Air Canada Centre de Toronto. Tocaron para un total de 574.300 personas, donde la multitud más grande fue de 20.100 personas en el Gund Arena de Cleveland, Ohio y la más pequeña fue de solo 12.600 en el MGM Grand Garden Arena de Las Vegas, Nevada. El último show fue en el San José Arena en San José, California, el 20 de abril.
Aunque el álbum No Security no fue éxito en ventas, esta gira fue una de las preferidas por sus fanáticos, ya que en esta vieron a los Stones volver a su esencia. Después de esta gira se inició otra muy breve por Europa llamada The Summer European Tour.

## El show
El escenario está armado bajo una estructura básica y con menos efectos especiales que el fenomenal Bridges to Babylon Tour que recorrió el mundo. Se trata de un escenario íntimo y más cercano a la banda. Las opiniones respecto a estos shows fueron diversas, pero generalmente es elogiado como el mejor intento de los Rolling Stones de volver a sus raíces y a shows menos elaborados, donde el hilo principal sea la música y la cercana interacción de la audiencia con la banda. 
Se notó de inmediato que el setlist fue más largo que en el Bridges to Babylon Tour y presentó una amplia gama de canciones - y no sólo los éxitos. Los conciertos ofrecieron una gama impresionante de canciones del enorme catálogo de la banda. Los mayores éxitos como "It's Only Rock'n Roll (But I Like It)", "Brown Sugar" y "Start Me Up" están acompañadas con canciones menos conocidas como "Live With Me", "Route 66" y "Crazy Mama". La banda tocó varias canciones de su reciente álbum de estudio Bridges to Babylon como "Saint Of Me" y "Out Of Control", también hubo debuts como "Shine a Light". Casi todos los conciertos iniciaban con "Jumpin' Jack Flash" y finalizaban con dos bis. Uno de los números seguros "(I Can't Get No) Satisfaction" no fue incluido.
La mayoría de los shows se desarrollaron entre las 9:00 p. m. a las 11:00 p. m.. Entre los teloneros se encuentran Bryan Adams, Jonny Lang, Wide Mouth Mason, Big Sugar, The Flys, The Corrs, Goo Goo Dolls y Sugar Ray. Los boletos eran más caros que los anteriores tours. Los asientos exclusivos costaban unos $75 y la entrada general unos $40 de La Vuela de 1999 El 2 de junio de 1999 Fue Incluido de (I Can't Get No) Satisfaction En Drafbaan Stadspark del Cumpleaños de Charlie Watts y Al Invitado Especial Llamada Sheryl Crow de Escocia Hasta Inglaterra

## Músicos
- Mick Jagger
- Keith Richards
- Ron Wood
- Charlie Watts

Músicos adicionales
- Darryl Jones - bajo
- Chuck Leavell - teclados
- Bobby Keys - saxofón
- Blondie Chaplin - coros

## Set list
La lista de canciones era modificada dependiendo del escenario, pero generalmente se inicia con "Jumpin' Jack Flash" y finaliza con dos bis, los que generalmente eran "Sympathy for the Devil" y "Midnight Rambler". El tour ofreció muchas canciones, varias no muy conocidas, y otras canciones del Bridges to Babylon. También se incluyeron canciones del álbum No Security como "Moonlight Mile" (de 1971), "Shine a Light" y "I Just Wanna Make Love To You" cantada por Keith Richards.
En la primera noche, el 25 de enero de 1999, en el Oakland Arena, la banda tocó:
1. "Jumping Jack Flash"
2. "Live With Me"
3. "Respectable"
4. "You Got Me Rocking"
5. "Undercover of the Night"
6. "Moonlight Mile"
7. "Shine a Light"
8. "Some Girls"
9. "Paint It Black"
10. "-- Introductions --"
11. "You Got The Silver (Keith)"
12. "Before They Make Me Run (Keith)"
13. "Out Of Control"
14. "Route 66 (escenario-B)"
15. "I Just Wanna Make Love to You (escenario-B)"
16. "Honky Tonk Women (escenario-B)"
17. "Saint of Me"
18. "It's Only Rock'n Roll"
19. "Start Me Up"
20. "Brown Sugar"
21. Bis: "Midnight Rambler"
22. Bis: "Sympathy for the Devil"

Canciones que fueron parte del tour y, entre paréntesis, el número de veces que aparecieron:
- (34) You Got Me Rocking
- (34) Honky Tonk Woman
- (34) Some Girls
- (34) Paint It Black
- (34) Out Of Control
- (34) Route 66
- (34) Midnight Rambler
- (34) Its Only Rock N Roll
- (34) Start Me Up
- (34) Brown Sugar
- (34) Sympathy For The Devil
- (32) Tumbling Dice
- (31) Saint Of Me
- (29) Respectable
- (23) You Got The Silver
- (23) Before They Make Me Run
- (19) Live With Me
- (14) Moonlight Mile
- (13) Bitch
- (13) Memory Motel
- (13) Thief In The Night
- (11) Get Off Of My Cloud
- (11) Just My Imagination
- (11) When The Whip Comes Down
- (9) You Don't Have To Mean It
- (8) Sweet Virginia
- (6) Gimmie Shelter
- (4) I Got The Blues
- (2) Undercover
- (2) Fool to Cry
- (2) Shine A Light.
- (1) All Down The Line
- (1) Ruby Tuesday
- (1) Dead Flowers
- (1) I Just Wanna Make Love To You
- (0) Satisfaction
- (0) Under My Thumb

## Fechas
- 25/01/1999  Oakland Arena - Oakland, CA
- 27/01/1999  ARCO Arena - Sacramento
- 30/01/1999  San Jose Arena - San José
- 02/02/1999  McNichols Sports Arena - Denver
- 04/02/1999  Delta Center - Salt Lake City
- 06/02/1999  ARCO Arena - Sacramento
- 09/02/1999  Arrowhead Pond - Anaheim
- 11/02/1999  Arrowhead Pond - Anaheim
- 15/02/1999  Target Center - Minneapolis
- 17/02/1999  Fargodome - Fargo
- 19/02/1999  Bradley Center - Milwaukee
- 22/02/1999  Palace Of Auburn Hills - Auburn Hills
- 25/02/1999  Air Canada Centre - Toronto
- 03/03/1999  Ice Palace - Tampa
- 05/03/1999  National Car Rental Center - Sunrise
- 07/03/1999  MCI Center - Washington D. C.
- 11/03/1999  Pittsburgh Civic Arena - Pittsburgh
- 15/03/1999  First Union Center - Filadelfia
- 17/03/1999  First Union Center - Filadelfia
- 20/03/1999  Charlotte Coliseum - Charlotte, North Carolina
- 22/03/1999  Fleet Center - Boston
- 23/03/1999  Fleet Center - Boston
- 26/03/1999  United Center - Chicago
- 28/03/1999  Hartford Civic Center - Hartford
- 29/03/1999  Hartford Civic Center - Hartford
- 01/04/1999  Gund Arena - Cleveland
- 03/04/1999  Value City Arena - Columbus
- 06/04/1999  Kemper Arena - Kansas City, MO
- 08/04/1999  The Pyramid - Memphis
- 10/04/1999  Myriad Arena - Oklahoma
- 12/04/1999  United Center - Chicago
- 16/04/1999  MGM Grand Garden Arena - Las Vegas
- 19/04/1999  San Jose Arena - San José
- 20/04/1999  San Jose Arena - San José